# جشن هزاره ابن سینا

جشن هزاره زادروز ابن سینا، تهران، ۱۳۳۳ هجری خورشیدی از راست به چپ: احمد پارسا، هانری ماسه، علی‌اکبر سیاسی، امیرقاسم اشراقی و مجتبی مینوی

جشن هزاره ابن سینا (۱۰-۱ اردیبهشت ۱۳۳۳ هجری خورشیدی؛ ۳۰-۲۱ آوریل ۱۹۵۴ میلادی) مراسمی بود که به مناسبت هزارمین سالگرد زادروز ابوعلی سینا در تهران برگزار گردید. سخنران افتتاحیه این مراسم سپهبد فضل‌الله زاهدی بود. 

ده‌ها دانشمند و ایران‌شناس از سراسر جهان من جمله کریستین‌ هرنهولد رمپیس ایران‌شناس آلمانی، جرج کامرون باستان‌شناس آمریکایی، ولادیمیر مینورسکی مستشرق روسی، یوگنی برتلس رئیس هیئت دانشمندان شوروی، هانری ماسه و لویی ماسینیون از فرانسه، محمد شفیع از پاکستان، احمد آتش از ترکیه، جمیل صلیبا از سوریه، ناجی الاصیل از عراق و محمدباقر از پنجاب در این مراسم شرکت کرده بودند. 

در نخستین جلسه جشن هزاره ابن سینا، علی‌اصغر حکمت به ریاست کنگره و هفت نفر از پروفسورها و مستشرقین به عضویت هیئت رئیسه انتخاب شدند.